# Þórarinn Ingi Valdimarsson
Þórarinn Ingi Valdimarsson (* 23. dubna 1990, Vestmannaeyjar, Island) je islandský fotbalový útočník, který v současnosti hraje v islandském klubu Fimleikafélag Hafnarfjarðar. Je známý i anglickým přepisem svého jména jako Thórarinn Ingi Valdimarsson. V roce 2012 jednou nastoupil za islandský národní tým. Island reprezentoval i ve futsalu (v roce 2011).

## Klubová kariéra
Je hráčem ÍBV. V lednu 2013 odešel hostovat do Norska do týmu Sarpsborg 08 FF.

## Reprezentační kariéra
Þórarinn Ingi Valdimarsson hrál za islandské reprezentační výběry U17, U19 a U21.
Zúčastnil se Mistrovství Evropy hráčů do 21 let 2011 v Dánsku, kde Island obsadil nepostupové třetí místo v základní skupině A.
V A-mužstvu Islandu debutoval 24. února 2012 v Ósace v rámci Kirin Challenge Cup pod švédským trenérem Larsem Lagerbäckem v přátelském zápase proti domácímu Japonsku (prohra Islandu 1:3). Odehrál 83 minut.